# 龐巴迪ALP-45DP電力柴油雙模式機車
庞巴迪ALP-45DP雙模式電力柴油機車是庞巴迪运输公司製造的单駕駛室双動力模式鐵路機車 ，由新澤西交通局（NJT）和大都會交通局（蒙特婁）（Exo）使用 。

## 使用者

### 新泽西通勤鐵路（NJT）
2008年，新泽西通勤鐵路向龐巴迪運輸公司訂購了26台雙動力機車。該計畫還包括購買329輛龐巴迪雙層客車和27輛ALP-46A電力機車。 作为紐泽西通勤鐵路2011年預算的一部分，2010年7月批准了另外9輛車的預算，   使紐泽西通勤鐵路共有35輛本型車。    
編號為4500至4534，它们取代了所有GP40FH-2和F40PH-2CAT机车（ 大都會北方鐵路拥有的机车除外）以及大多数GP40PH-2机车。 
第一辆机车于2011年5月11日在纽瓦克宾夕法尼亚车站正式亮相。 

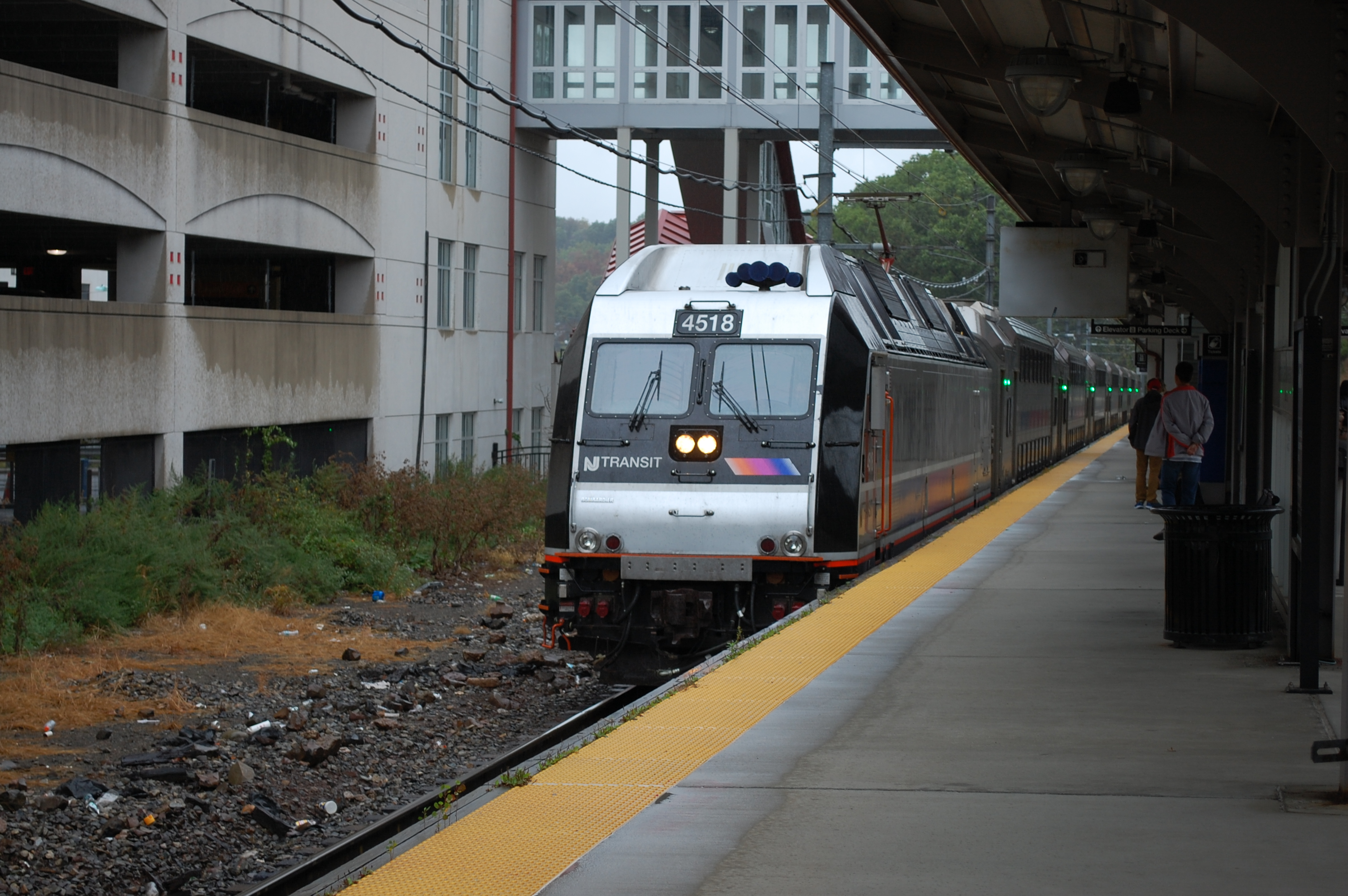
新泽西州蒙特克莱尔州立大学车站的 NJ Transit ALP-45DP＃4518

2017年12月，紐泽西通勤鐵路又購買了17部ALP-45DP，以替換其餘GP40PH-2B 。  此外還訂購了雙層車廂的電聯車版本，以替換老化的Arrow III列車。  本批車預計在2019年11月開始交車， 编号为4535至4551。     

### 蒙特利爾大都會交通局（Exo）
2008年， 蒙特利尔大都會交通局的前身，即Agence métropolitaine de transport (AMT)，訂購了20部機車（以及另外10部的選擇權），訂單共為1.52億歐元。這些機車替換了其餘的GP9、F40PHR等機車；編號為1350-1369。
第一輛車（AMT 1350）于2011年6月9日到达蒙特利尔。 
本型車在Deux-Montagnes全路線，以及蒙特利尔中央车站和Ahuntsic車站之間的Mascouche路線，以電力模式運行。但是，隨著Deux-Montagnes線轉換為大都會快速網絡中運量捷運路線系统的主线，以及Mascouche線從2020年1月起縮短至Ahuntsic站，機車將僅以柴油機模式運行。 

## 設計
ALP-45DP 的設計乃基於龐巴迪的 ALP-46/A與TRAXX 機車（“ALP”是“American Locomotive Passenger”的縮寫; “4”為軸數，“5”代表輸出為5MW級別，“DP”代表“Dual Power”，雙模式動力）。設計的要求是車重低於 288,000磅（131,000）288000磅（131000公斤），車長低於75英呎（22.86公尺），須符合排氣標準。
為了在ALP-46/A的車體的重量限制下，安裝柴油和電氣動力系統，選用了兩台額定功率為2,100 hp（1.6 MW）的高速12缸卡特彼勒 3512C HD柴油引擎 。 兩部引擎的系統是獨立的：每部引擎都有各自的3,400 l（750 imp gal；900 US gal）燃料供應（分裝在四個油箱；這是因為由於新澤西交通局訂定的隧道內運行規章，單個油箱容量限制為400 US gal（1,500 l；330 imp gal） ）。機車在故障或低負荷的情況下，可僅使用一部引擎行駛。與傳統的中速柴油引擎相比，本車採用的引擎怠速到負載（100 rpm / s）的啟動時間較短。 為了平衡車內負重，變壓器位於機車的中央，而引擎位於變壓器的兩側。引擎在美国印第安纳州的拉斐特制造。 
使用柴油引擎時，每部引擎驅動一部MITRAC TG 3800 A交流發電機，該發電機在1800 rpm時的輸出為1700 kVA。 使用外部電力時，包括列車供電系統之输出功率為6,700 hp（5.0 MW） ，而使用柴油引擎時輸出為4,200 hp（3.1 MW） ； 使用柴油引擎時，如牽引8節車廂並提供列車供電系統，牽引功率降到2,734 hp（2.039 MW）  ，能維持相同的牽引力曲線至25 km/h（16 mph） 。 
由外部電源更改為柴油引擎模式时，等引擎發動以後才降下集電弓；而由柴油引擎更改為外部電源模式時，引擎維持發動，直到集電弓接觸電線，因此列車電源不至中斷；但上述任何一種轉換大約需要100秒。 機車可以在行駛中轉換動力模式；但是，NJ Transit 設定其機車為僅能在車站停車期間轉換模式。這是避免在由電氣化路線行駛到無電氣化路線，欲轉換為柴油引擎模式時卻因無架空線而導致喪失電力，最有效的方法。

## 圖輯

ALP-45DP 於2010年的 Innotrans 展覽
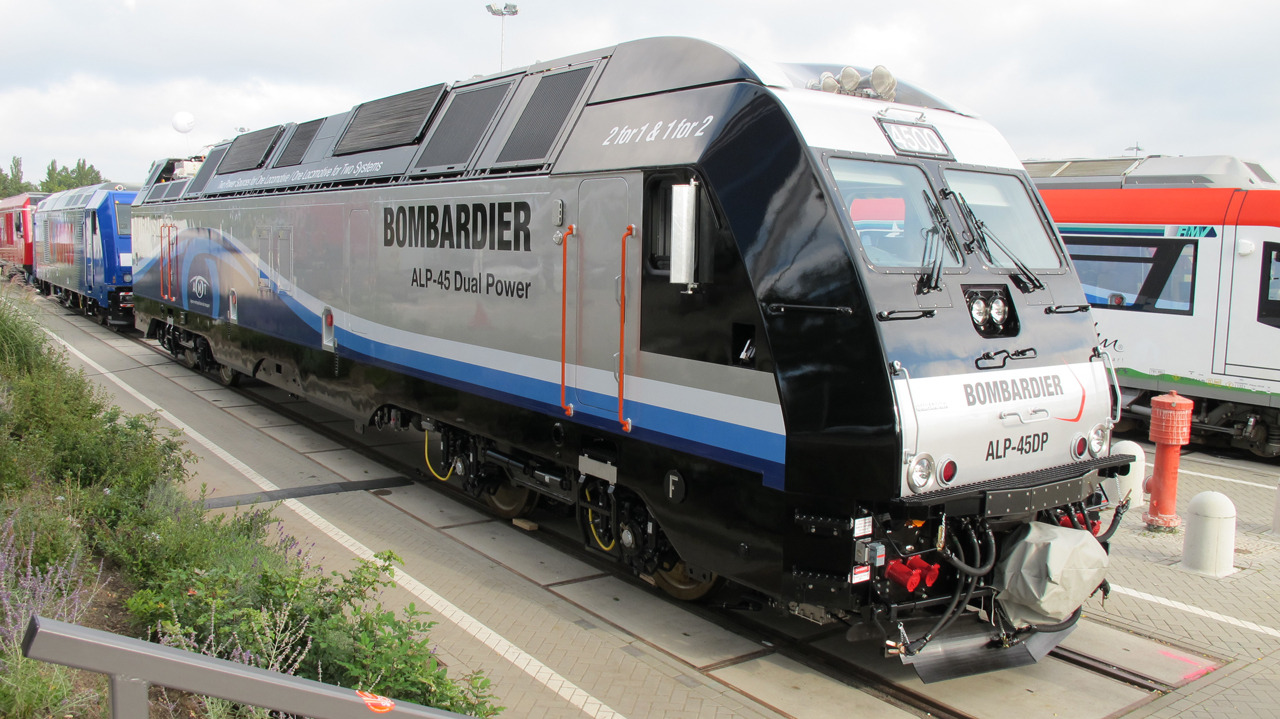
前端
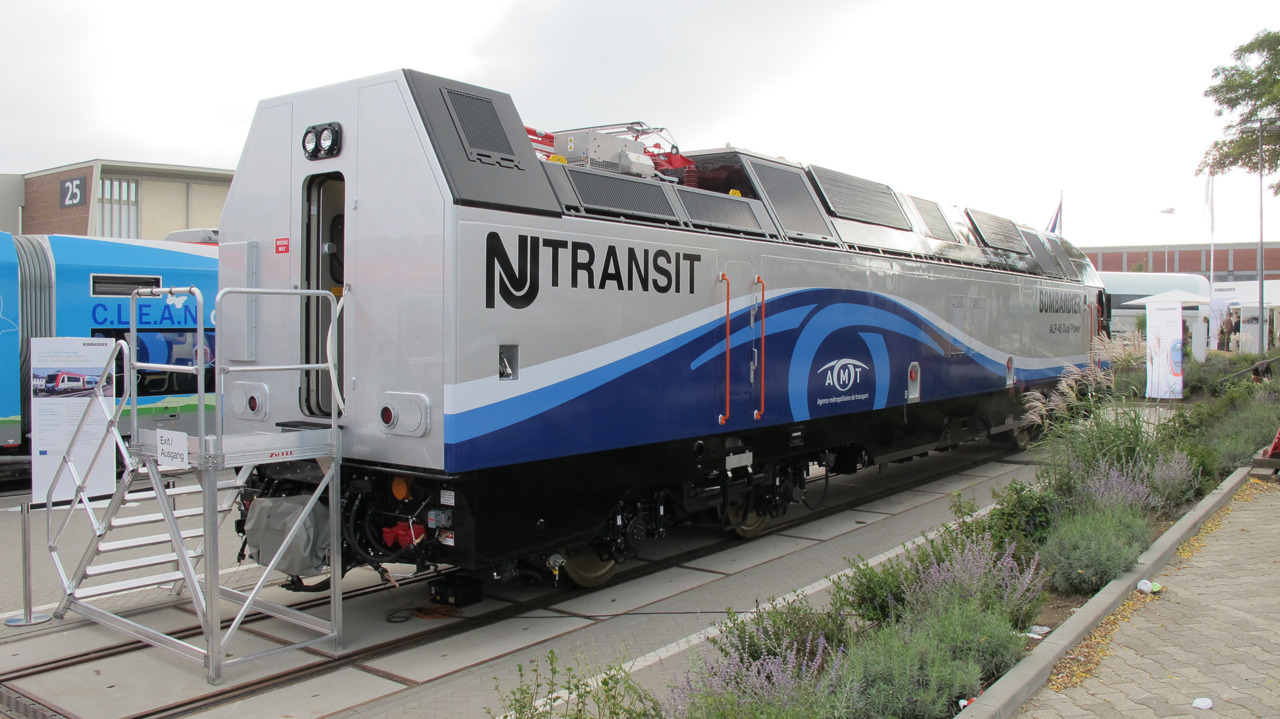
尾端
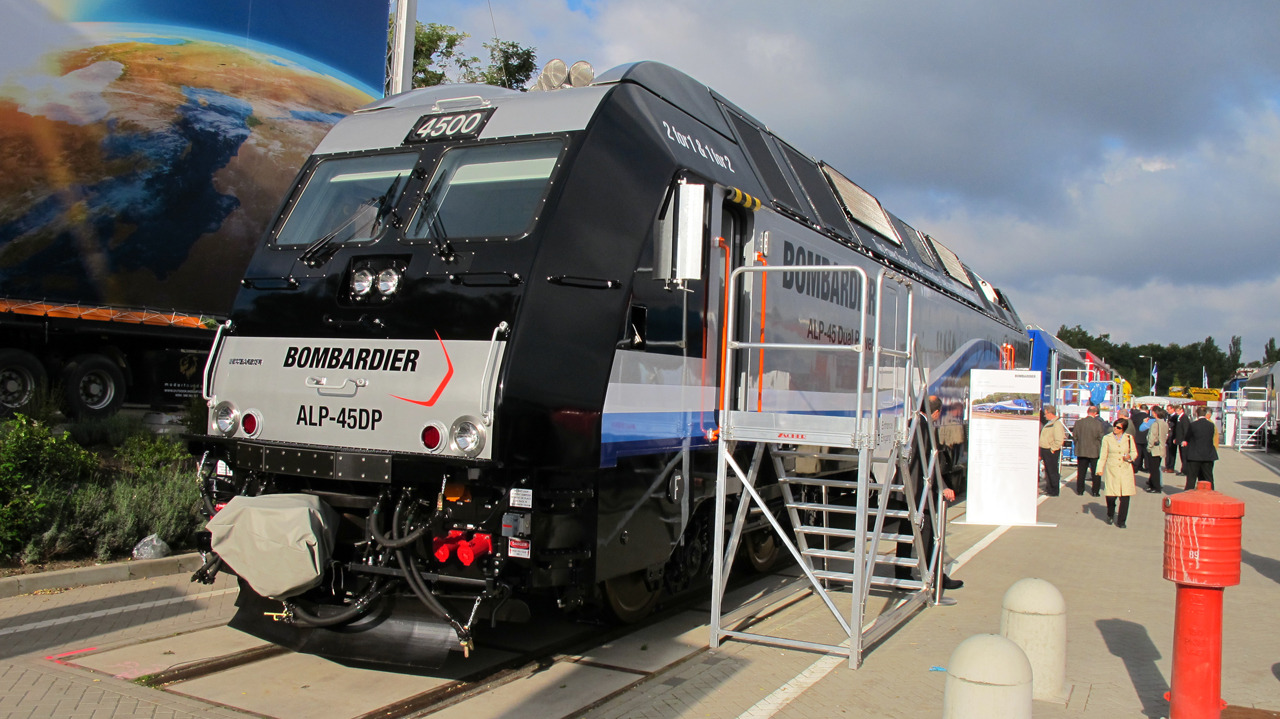
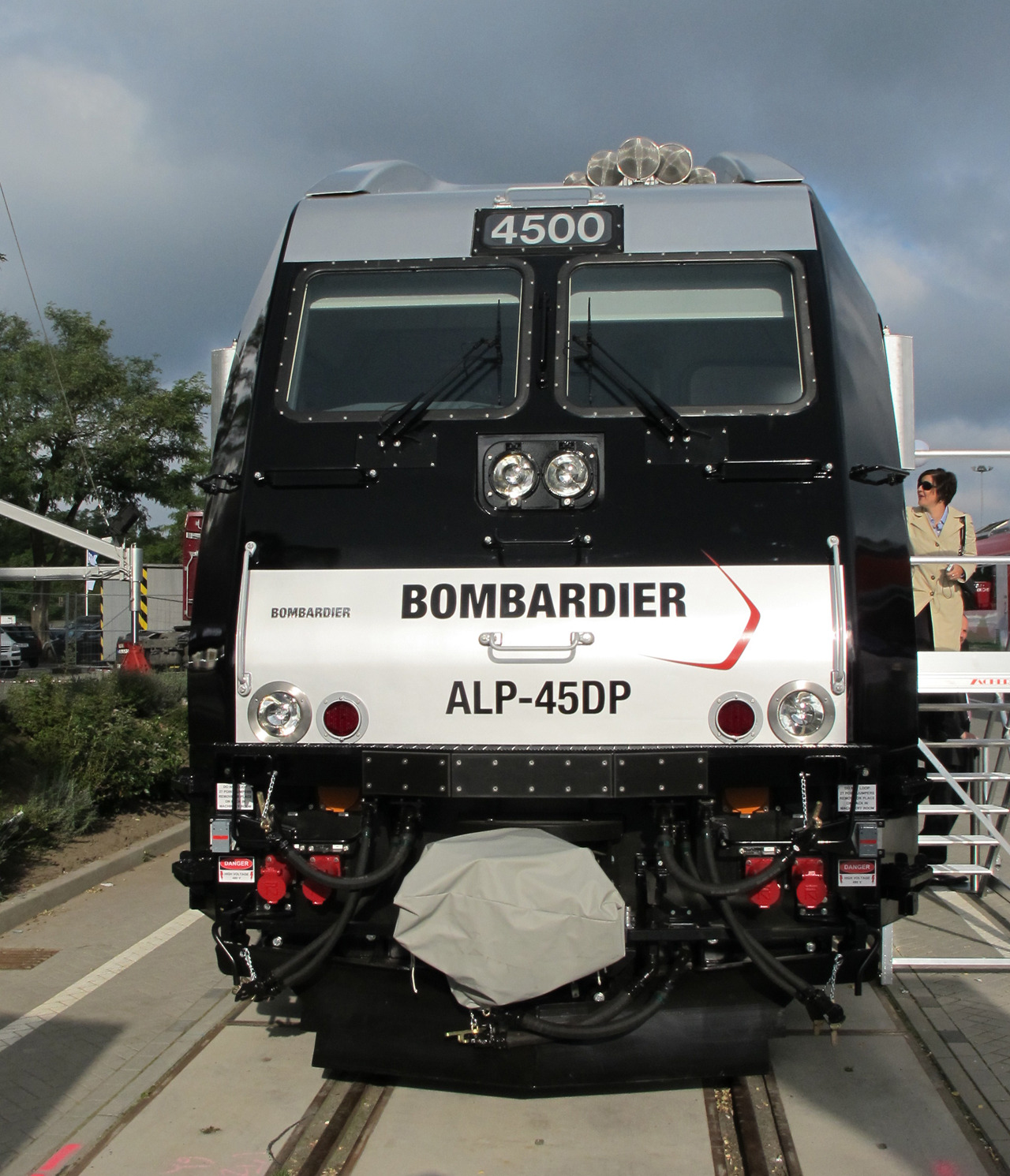
前面觀
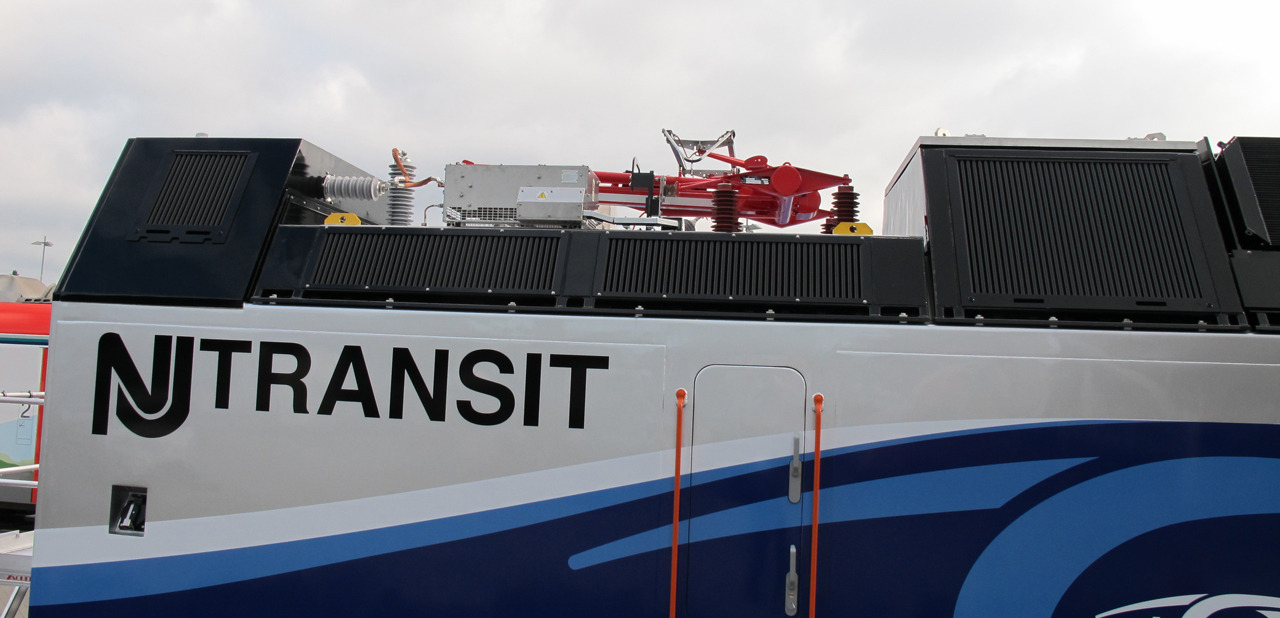
集電弓裝於列車後端
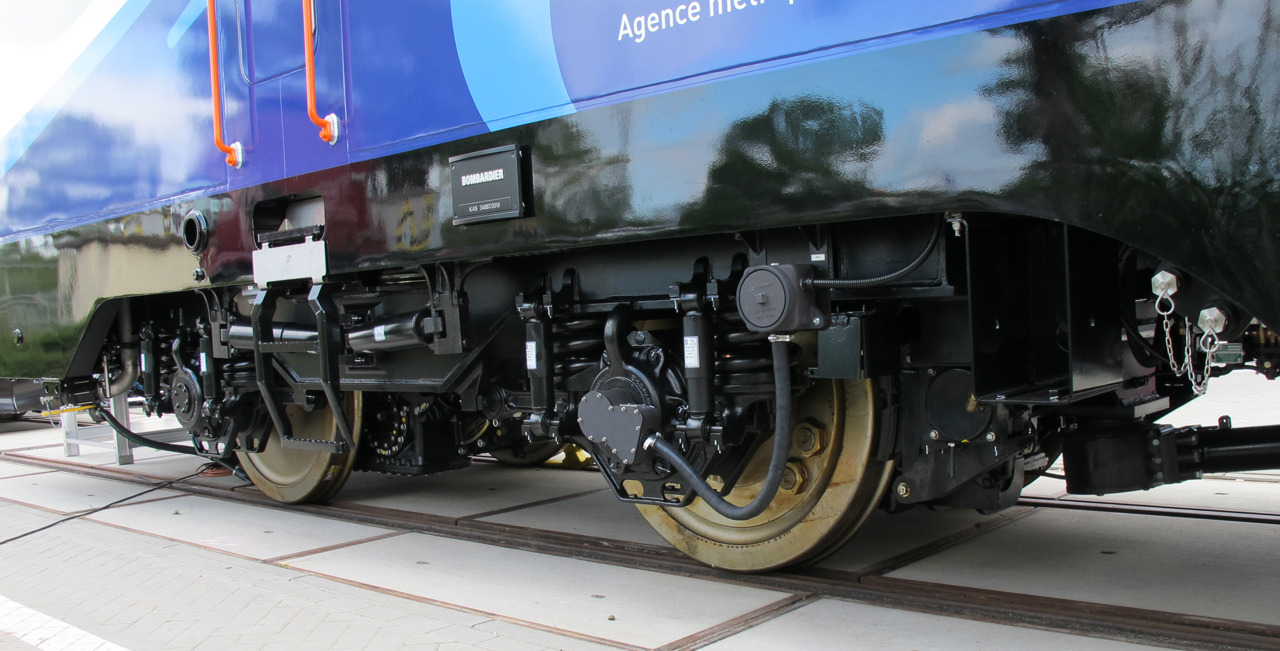
轉向架與懸吊系統
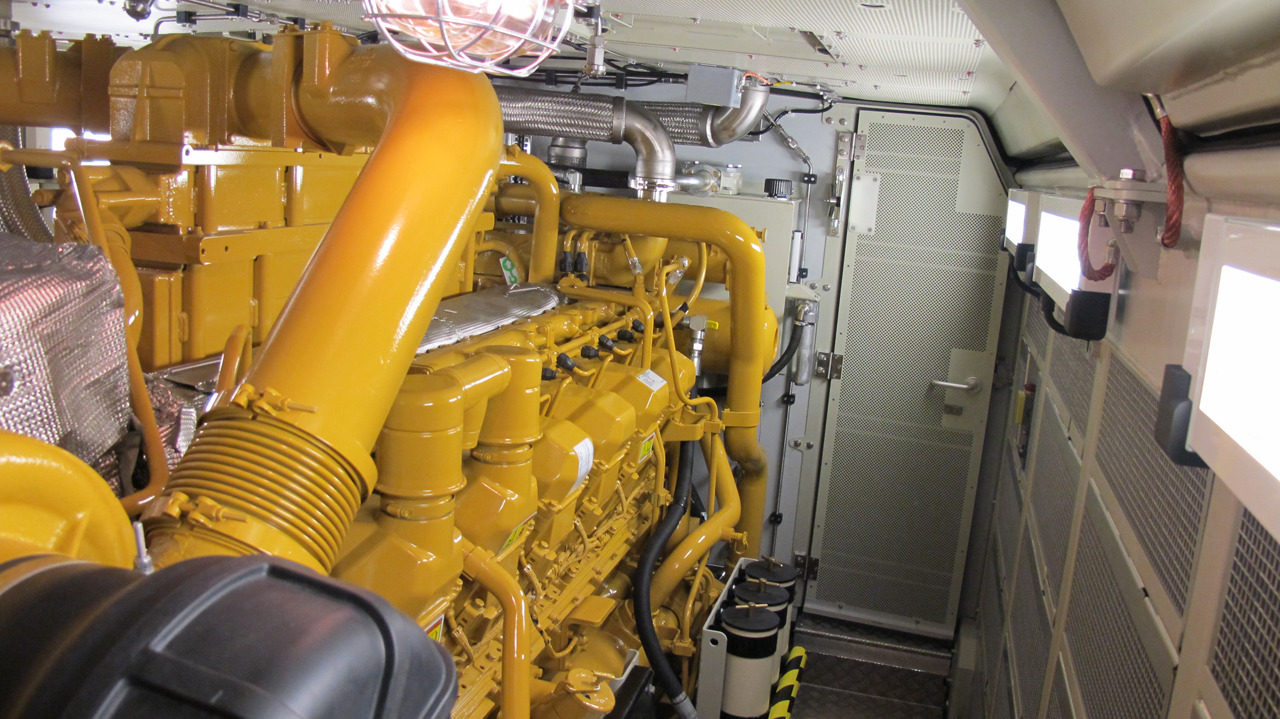
引擎室內的卡特彼勒柴油引擎
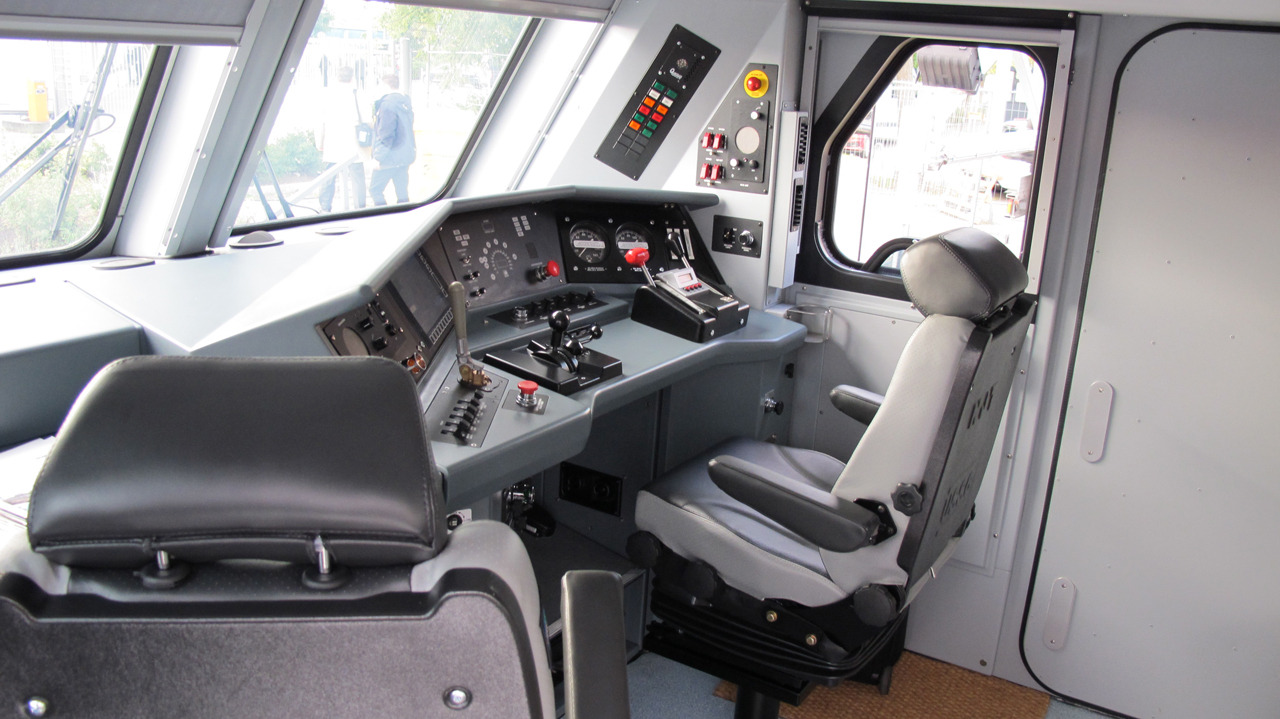
駕駛室
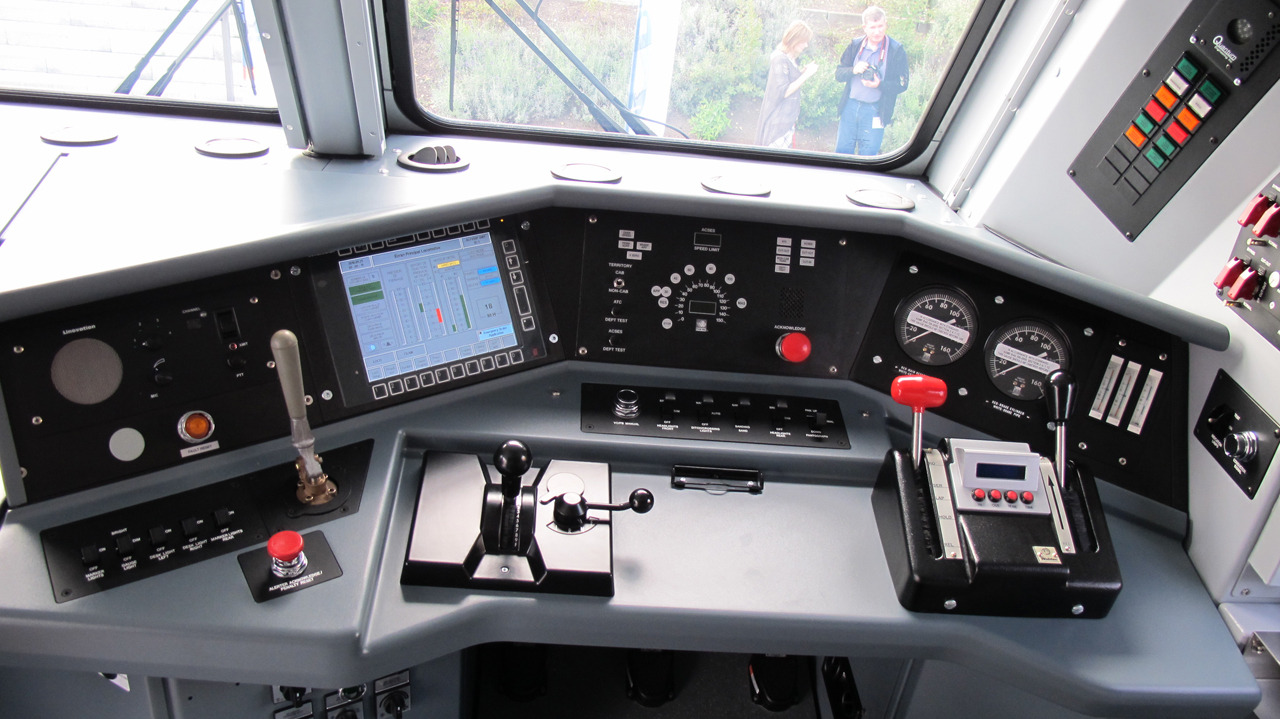
駕駛台